# 에이잭스 (마블 코믹스)
에이잭스(영어: Ajax)는 마블 코믹스의 슈퍼빌런 캐릭터이다. 본명은 프랜시스 패니(Francis Fanny)로, 데드풀을 탄생시킨 웨펀 엑스 프로그램의 참가자인 용병이었다. 1998년 3월 《데드풀》 14호에 처음 등장했고, 조 켈리와 월터 맥대니얼이 공동 창작하였다. 영화 《데드풀》(2016)에서는 에드 스크라인이 에이잭스를 연기하였다.

## 담당 배우

### 영화
- 데드풀(2016) - 에드 스크라인(프랜시스 프리먼)